# 1227

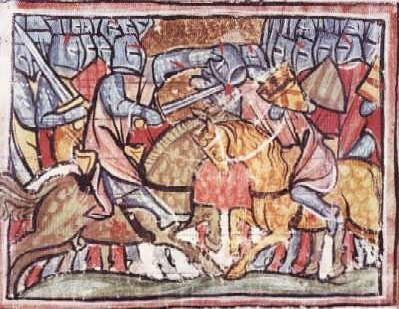
Slag bij Bornhöved

Het jaar 1227 is het 27e jaar in de 13e eeuw volgens de christelijke jaartelling.

## Gebeurtenissen
januari
- 6 - Ferrand van Portugal, graaf van Vlaanderen, komt vrij na een gevangenschap van 12 1/2 jaar.
- januari - Hendrik III van Engeland wordt meerderjarig, en gaat na elf jaar van regentschap zelf regeren.

maart
- maart - De opstandige baronnen tegen de Franse regent Blanca van Castilië leggen de wapens neer.

mei
- 30 - Koning Hendrik van Engeland verheft zijn jongere broer Richard tot graaf van Cornwall.

juli
- 22 - Slag bij Bornhöved: Verzamelde Duitse troepen onder Adolf IV van Schaumburg en Holstein verslaan Waldemar II van Denemarken. Denemarken verliest zijn bezittingen ten zuiden van de Eider.
- 28 - Slag bij Ane: Burggraaf Rudolf II van Coevorden en het Drentse landvolk verslaan bisschop Otto van Lippe van Utrecht.

september
- 29 - Paus Gregorius IX excommuniceert Keizer Frederik II van het Heilige Roomse Rijk, die zijn vertrek vanuit Brindisi voor de Zesde Kruistocht moet uitstellen wegens ziekte.

zonder datum
- De Mongolen onder Dzjengis Khan verslaan de Tangoeten van de Westelijke Xia en vernietigen het rijk.
- De bagli troonpretendent Sigurd Rubbing wordt verslagen, en Haakon IV wordt algemeen erkend als koning van Noorwegen.
- Groningen heeft stadsrechten (waarschijnlijk al eerder, maar dit jaar voor het eerst met zekerheid)
- Arnold Nobel is de eerste burgemeester van Leuven.
- oudst bekende vermelding: Kruishoutem, Perwijs, Plancenoit, Venbergen

## Opvolging
- Almohaden (Marokko) - Abu Mohammed Abdallah al-Adil opgevolgd door zijn broer Abul Ula Idris al-Mamun
- Chalon - Beatrix opgevolgd door haar zoon Jan
- Loon - Lodewijk III opgevolgd door zijn broer Arnold IV
- Mongoolse Rijk - Dzjengis Khan opgevolgd door zijn zoon Tolui
- Moravië - Wladislaus II opgevolgd door zijn broer Přemysl
- Naxos - Marco Sanudo opgevolgd door Angelo Sanudo
- paus (19 maart) - Honorius III opgevolgd door Ugolino di Segni als Gregorius IX
- Polen - Leszek I opgevolgd door Wladislaus Spillebeen
- Rethel - Hugo II opgevolgd door zijn zoon Hugo III
- Servië - Stefan Nemanjić opgevolgd door zijn zoon Stefan Radoslav
- Thüringen - Lodewijk IV opgevolgd door zijn zoon Herman II onder regentschap van diens oom Hendrik Raspe
- Utrecht - Otto van Lippe opgevolgd door Wilbrand van Oldenburg

## Afbeeldingen

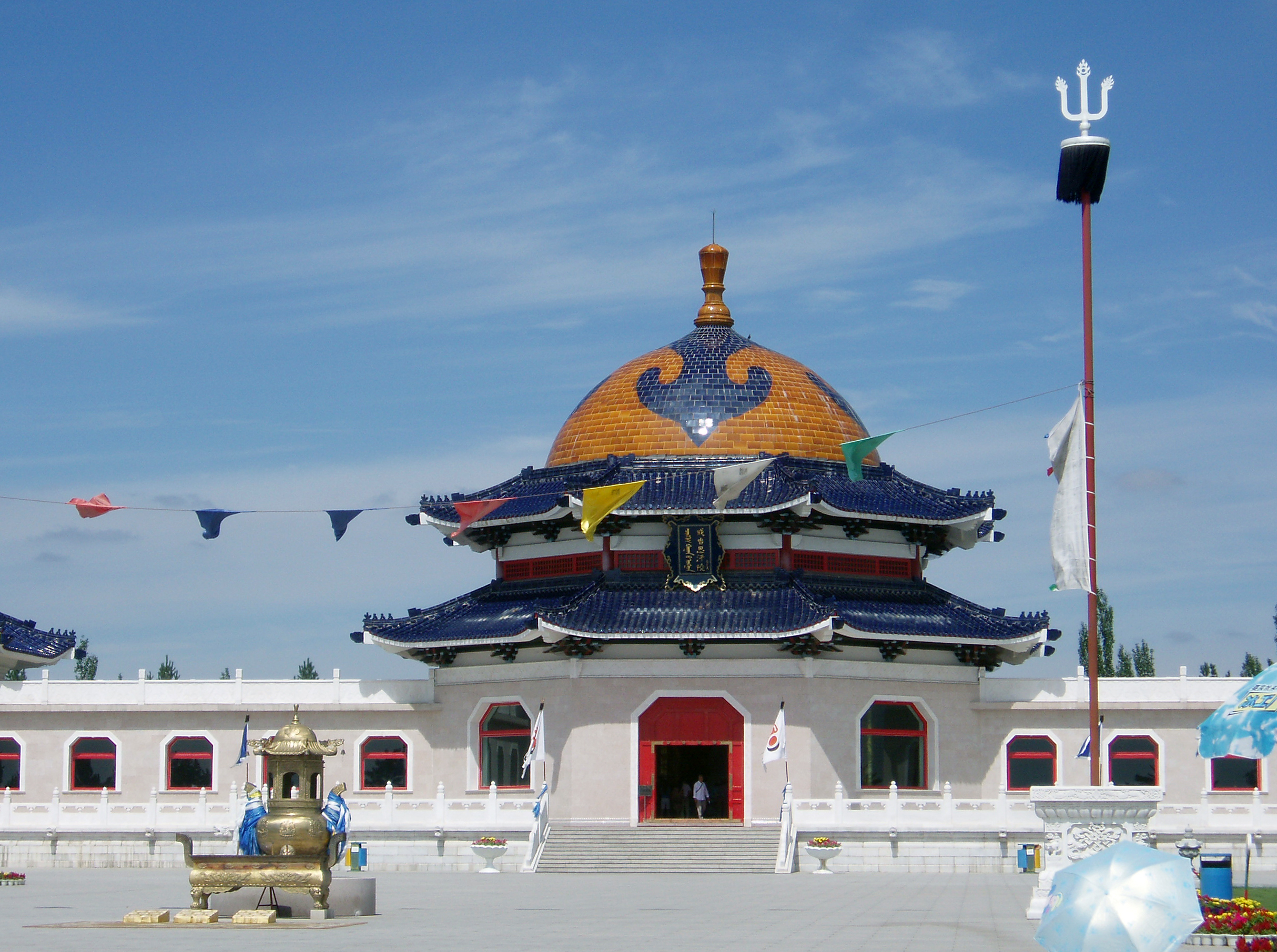
mausoleum van Dzjengis Khan
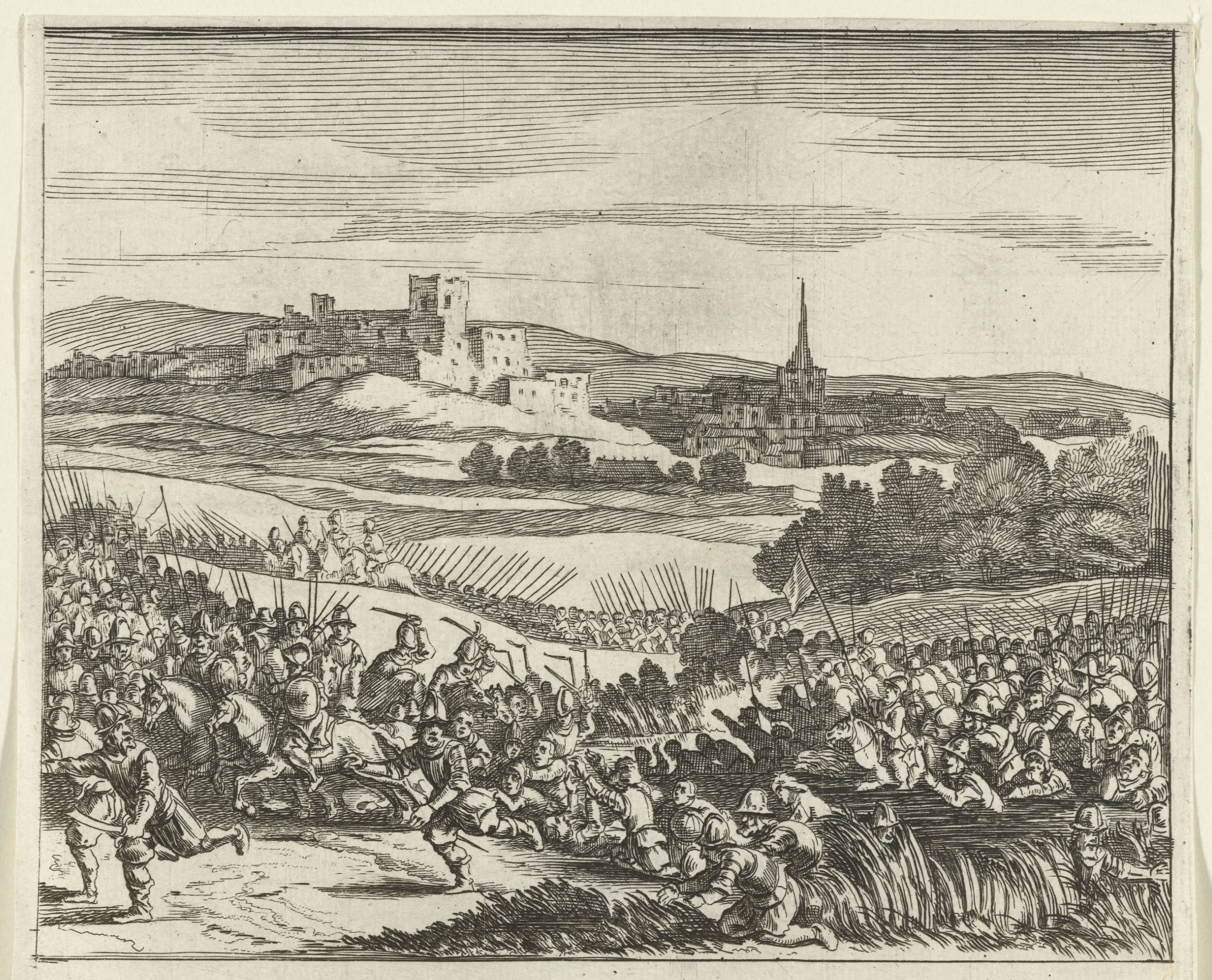
Slag bij Ane

## Geboren
- februari - Willem II van Holland, graaf van Holland (1234-1256) en koning van Duitsland (1248-1256)
- maart - Karel van Anjou, Frans prins en edelman, koning van Sicilië en Napels (1266-1282/1285)
- 30 september - Nicolaas IV, paus (1288-1292)
- Gertrudis van Altenberg, Duits abdis
- Wladislaus III, markgraaf van Moravië (1239-1247)
- Elisabeth van Beieren, echtgenote van Koenraad IV (jaartal bij benadering)
- Petrus Paschasius, Spaans geestelijke en apologeet (jaartal bij benadering)

## Overleden
- 18 februari - Wladislaus II, markgraaf van Moravië (1222-1227)
- 18 maart - Honorius III, paus (1216-1227)
- 7 april - Beatrix (~52), gravin van Chalon
- 28 juni - Jan VI van Arkel, Hollands edelman
- 28 juli - Berend van Horstmar, Duits ridder
- 28 juli - Otto van Lippe, bisschop van Utrecht (1216-1227)
- 18 augustus - Dzjengis Khan (~65), kan der Mongolen
- 11 september - Lodewijk IV (26), landgraaf van Thüringen (1217-1227)
- 11 september - Olivier van Keulen, Duits geestelijke en kardinaal-bisschop
- 4 oktober - Abu Mohammed Abdallah al-Adil, kalief van de Almohaden (1224-1227)
- 4 november - Dirk I van Valkenburg-Heinsberg, Duits edelman
- 23 november - Leszek I (~41), groothertog van Polen (1202-1227)
- Hendrik V van Brunswijk, paltsgraaf aan de Rijn (1195-1212)
- Jochi, Mongools heerser, zoon van Dzjengis Khan
- al-Mu'azzam, sultan van Syrië
- Reinoud van Dammartin (~62), Frans edelman
- Richard III van Montbéliard, Frans edelman
- Stefan Nemanjić, grootžupan en koning van Servië (1196/1217-1227)
- Zeger III, burggraaf van Gent